# Ferrari 458 Spider
De Ferrari 458 Spider is een sportwagen van het Italiaanse automerk Ferrari.
De 458 Spider is een cabriolet versie van de Ferrari 458 Italia en werd onthuld tijdens de IAF 2011.
Het uitschuifbare dak van aluminium opent en sluit binnen veertien  seconden. De 458 Spider is 50 kg zwaarder dan de 458 Italia. De kosten van deze auto liggen rond de 230.000 euro.